# Philippa Sutton
Philippa Sutton es una deportista británica que compitió en natación sincronizada. Ganó dos medallas de oro en el Campeonato Europeo de Natación, en los años 1981 y 1983.

## Palmarés internacional
| Campeonato Europeo | Campeonato Europeo | Campeonato Europeo | Campeonato Europeo |
| Año                | Lugar              | Medalla            | Prueba             |
| ------------------ | ------------------ | ------------------ | ------------------ |
| 1981               | Split (Yugoslavia) | Medalla de oro     | Equipo             |
| 1983               | Roma (Italia)      | Medalla de oro     | Equipo             |